# Atom Willard
Atom Willard, nome artístico de Adam David Willard (San Diego, 15 de agosto de 1973[carece de fontes?]), é um baterista estadunidense. Atom já tocou nas bandas Rocket from the Crypt (1990–2000), The Special Goodness (2000–2003), The Offspring (2003–2007), Angels & Airwaves (2005–2011), Social Distortion (2009–2010) e Danko Jones (2011–2013). Atualmente é baterista da banda Against Me! onde entrou em 2013.